# Polestar 4
Polestar 4 — позашляховик-купе з акумуляторним електричним приводом виробництва Polestar, що стоїть між Polestar 2 і Polestar 3.
Він був представлений на Шанхайському автосалоні 18 квітня 2023 року.

## Огляд

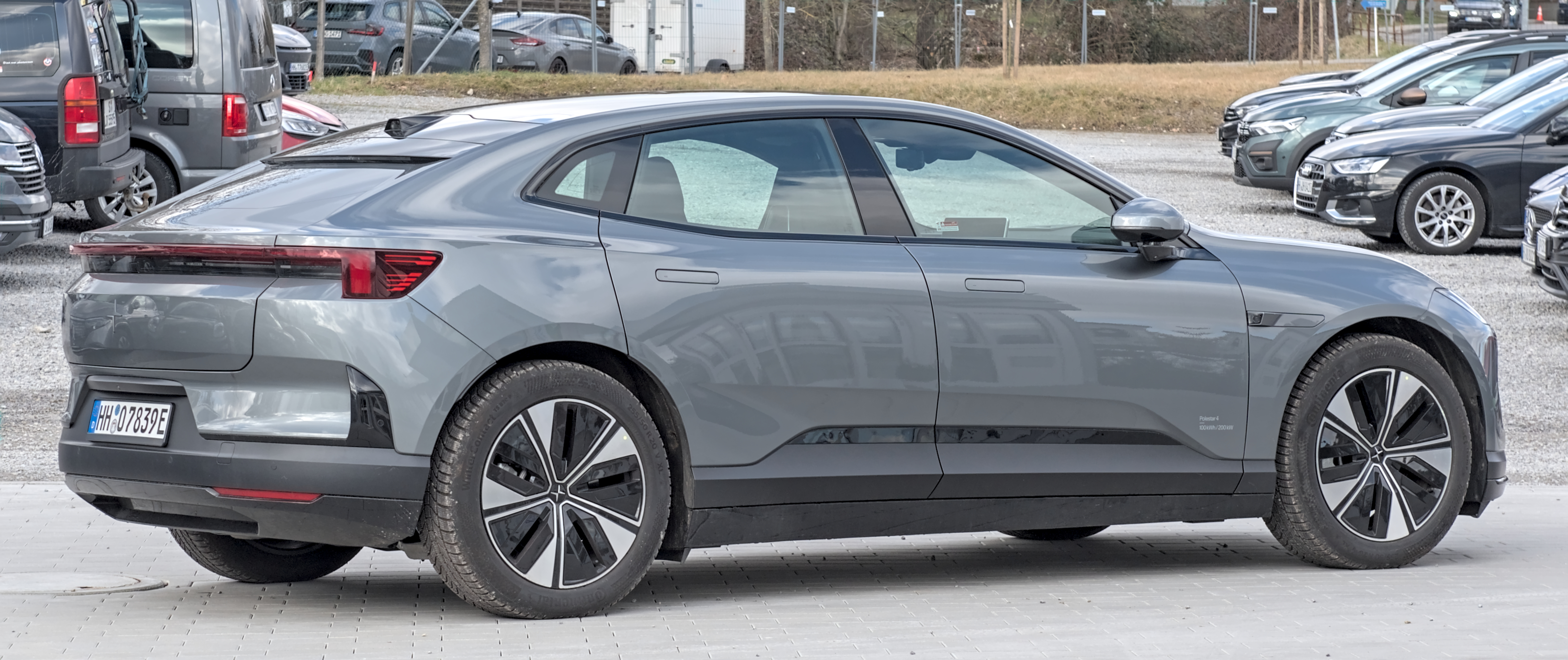

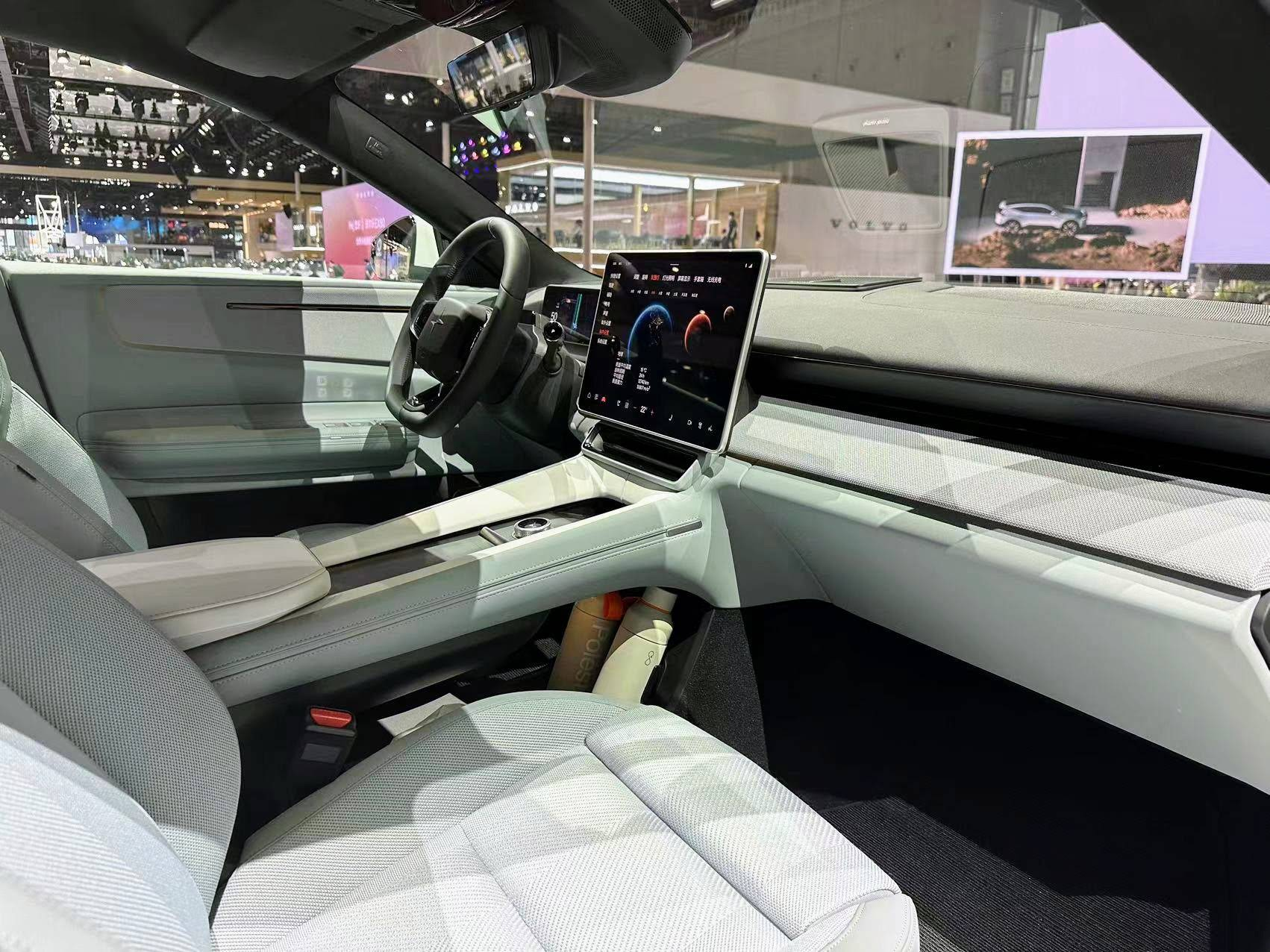

Модель була спочатку анонсована в 2021 році, і її кілька разів дражнили до офіційного показу. За словами генерального директора компанії Томаса Інгенлата, Polestar 4 не є модифікованою версією Polestar 3, оскільки вони «переглянули весь дизайн, щоб створити нову породу SUV-купе».
У Polestar 4 немає заднього скла, замість нього використовується встановлена на даху камера, яка передає відео в цифрове дзеркало заднього виду.